# Архітектура етрусків
Архітекту́ра етру́сків — архітектура, створена між 900 і 27 роками до н. е., коли цивілізація Стародавнього Риму, розширюючись, остаточно поглинула етруську цивілізацію.
Етруски були грамотними будівельниками, споруджували з каменю, дерева та інших матеріалів храми, гробниці, будинки і міські стіни, а також мости і дороги. Сучасники мають уявлення про архітектуру цього народу завдяки небагатьом збереженим зразкам етруської архітектури (гробницям і стінам).

## Історія
Приблизно від 630 року до н. е. етруська архітектура перебувала під сильним впливом грецької архітектури, яка сама розвивалася протягом того ж періоду. Своєю чергою вона вплинула на римську архітектуру, яку в перші століття її існування можна було розглядати як регіональний варіант. Але приблизно від 200 року до н. е. римляни за своїм стилем дедалі частіше зверталися безпосередньо до Греції, іноді зберігаючи етруські форми у спорудах.
Головними монументальними формами етруської архітектури, перерахованими в порядку зменшення числа збережених об'єктів, були: будинки багатої еліти, таємничі «монументальні комплекси», храми, міські стіни і гробниці, вирубані в скелях. Крім подіумів храмів і деяких фундаментів будинків, тільки стіни й вирубані в скелях гробниці були переважно кам'яними, тому збереглися до нашого часу.

### Храми

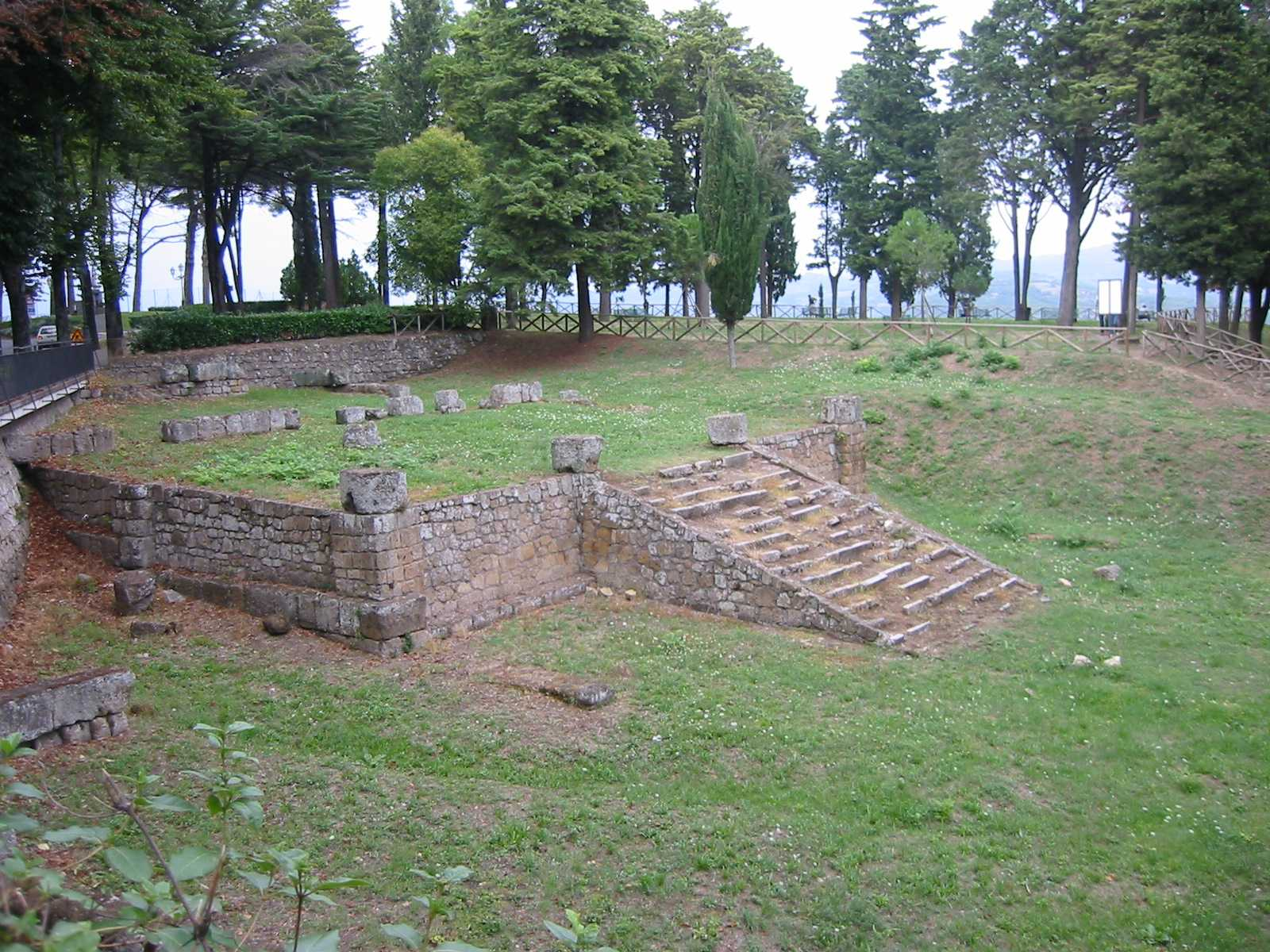
Подіум храму в Орв'єто

Ранні етруски, мабуть, поклонялися божествам у відкритих приміщеннях; жертвопринесення відбувалися зовні, а не всередині храмів. Тільки близько 600 року до нашої ери, на піку своєї цивілізації, вони почали створювати монументальні храми; безсумнівно, під впливом греків.
Зазвичай тільки подіум або фундамент був кам'яним. Верхня частина храмових споруд виконувалася з дерева і глиняної цегли. Є свідчення того, що для колон портика іноді використовували камінь, як, наприклад, у місті Веї.
Єдина письмова згадка про архітектуру етрусків належить Вітрувію (померлому після 15 року до н. е.), який писав приблизно через два століття після того, як етруську цивілізацію поглинув Рим. Багато аспектів його опису відповідають тому, що бачать археологи, але деякі — спірні. У будь-якому випадку ясно, що етруські храми могли мати різні форми, а також змінювалися протягом 400-літнього періоду, під час якого вони створювалися. Попри це, Вітрувій залишається відправною точкою для опису та порівняння етруських храмів з їхніми грецькими та римськими відповідниками. Кілька видів храмів зображено на керамічних виробах, а також на гробницях і вазах. Збереглися в значних кількостях, переважно в музеях Італії, залишки архітектурних теракотових елементів, зокрема цікаві антефікси.
Вітрувій приписував етрускам смак до тріад у таких спорудах, як елементи містобудування (наприклад, троє воріт при вході до міста), що, на думку археологів, не відповідає дійсності. Орієнтація храмів відносно сторін світу різноманітна, і, можливо, визначалася жерцем, який спостерігав за польотом птахів під час заснування.

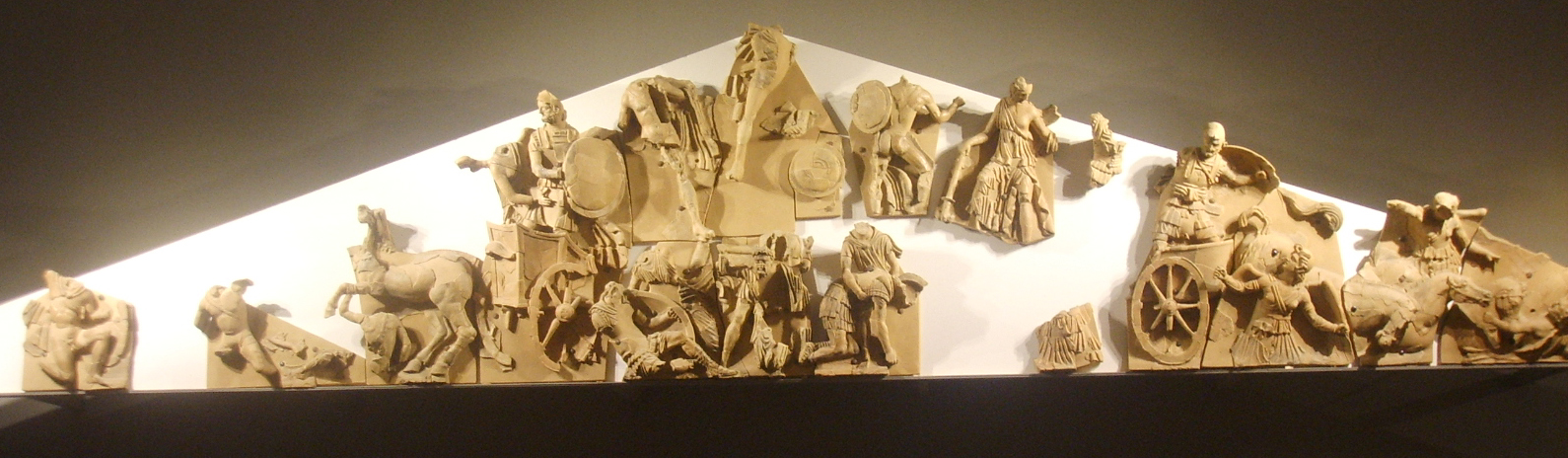
Фронтон у Таламоне (реконструкція)

Зовнішні стіни як грецьких, так і римських храмів спочатку були багато прикрашені і барвисті, особливо на антаблементі і дахах; це ж було ще більш характерно для етруських храмів. Основи і капітелі дерев'яних колон часто були укладені в пофарбовану теракоту. Всі краї даху прикрашались найчастіше яскраво пофарбованою теракотою, і, ймовірно, часто вздовж центрального гребеня даху розташовувався ряд скульптур, що виходили за групу акротеріїв над фронтоном у грецьких і римських храмах. Так, вважається, що Аполлон Вейський був частиною групи акротеріїв. Багато пошкоджених залишків пізніх скульптурних фронтонів збереглися в музеях Італії та Греції. Зокрема, в містах Ортоново і Таламоне.
Риси, спільні для типових етруських і римських храмів і відмінні від грецьких, починаються з фронтального підходу, з великим акцентом на передньому фасаді, менше з боків і істотно мало ззаду. Подіуми піднято над рівнем землі і найчастіше теж спереду. Колони можуть бути тільки в передньому портику. В етруських храмах портик глибший, ніж у римських, часто являє собою, як пише Вітрувій, половину площі під дахом, з кількома рядами колон.
В етруській архітектурі, як і в давньоєгипетській, використовувались карнизи у вигляді ліпних каветто. Каветто зайняв місце грецького кіматію у багатьох храмах, часто прикрашений вертикальними «язикоподібними» візерунками.

### Монументальні споруди
Це — комплекси з декількох будинків, відносно недавно виявлених археологами, і цей термін відбиває відсутність визначеності щодо їхніх функцій. Одна з очевидних можливих функцій — це палацові житла; інша — цивільні будівлі, що виступають місцями для зібрань і вирішення різних аспектів суспільного життя. Характерні приклади — архаїчна будівля в Поджіо Цивітате і ще одна в Аквароссі, які відносяться до VI століття або ранішого періоду. В обох є набори будівель навколо внутрішнього двору, в яких використовується камінь (принаймні у фундаментах), черепиця на даху і складні прикраси з теракоти. На жаль, археологічні розкопки й дослідження показують тільки кам'яні фундаменти і фрагменти кераміки цих споруд.

### Будинки

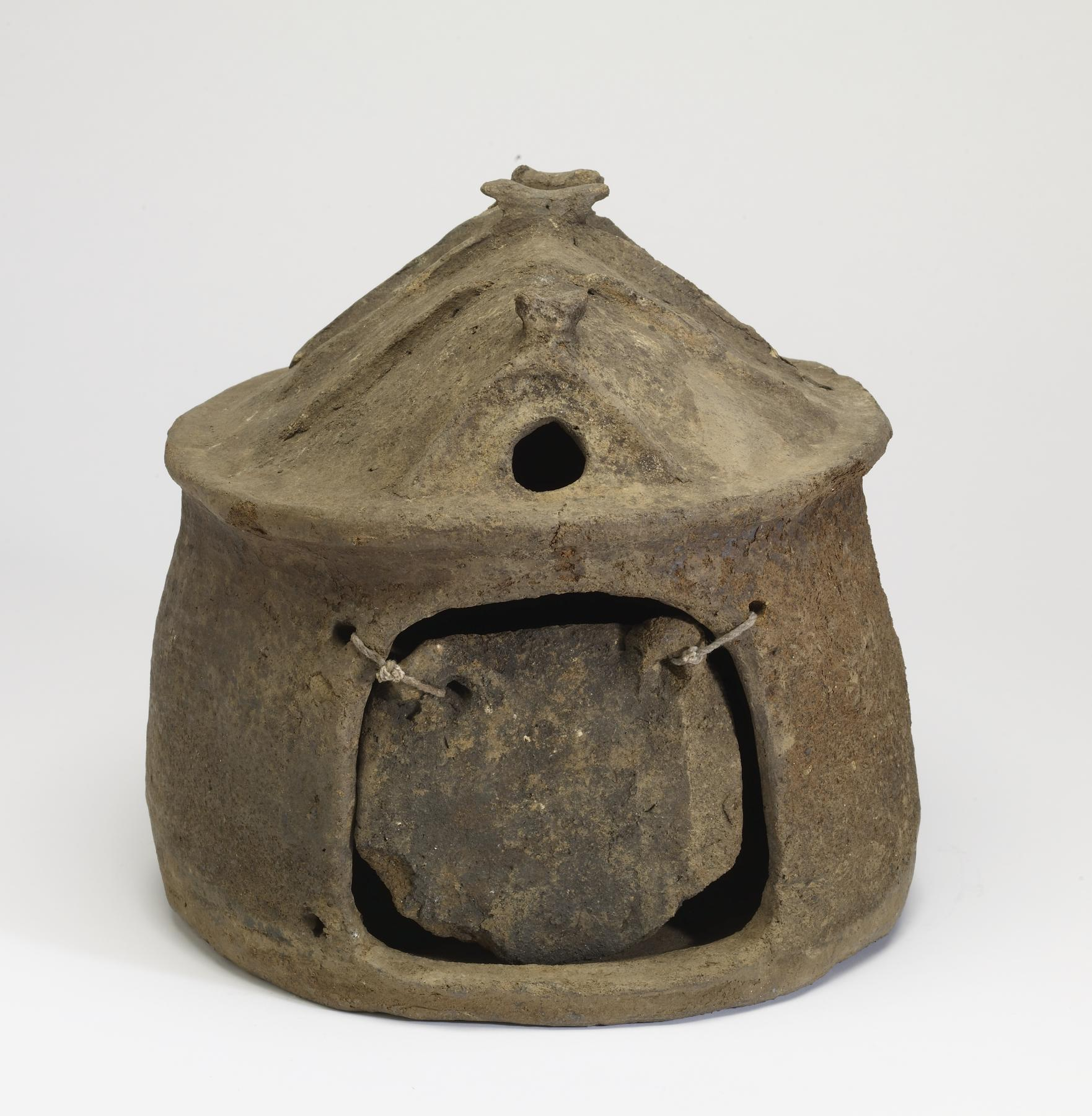
Етруська цвинтарна урна, показує ймовірну форму хатини простого жителя

З досліджень багатих етруських гробниць зрозуміло, що еліта жила в досить просторих приміщеннях. Але свідчень, як виглядали їхні будинки, немає, є тільки зображення деяких меблів на фресках гробниць. Про будинки в етруських містах залишилось дуже мало даних. Там, де збереглися їхні залишки, є щільно упаковані основи з туфу, можливо, зі стінами з глиняної цегли, але в деяких місцях присутні нижні частини стін з туфу.
Зразки форми будинків простих етрусків видно на глиняному й іноді бронзовому посуді, званому «урнами» — найпевніше їх використовували для зберігання кремованого попелу, виявлених у похованнях віланової культури етруської залізної доби і раніших, особливо в північних районах. На них зображено звичайні приміщення з єдиним внутрішнім простором. Вони здебільшого круглі або злегка овальні, часто з виступами дерев'яних балок, покладених у два ряди, які утворюють похилий дах, перетинаючись і виступаючи вгору у вигляді букви «V»; схоже, ці виступи іноді були різьбленими або прикрашеними якось інакше. На урнах завжди є великі квадратні двері для входу, іноді двоє; контур вікон у стінах може бути позначений виступами або відмітками на глині. Дуже часто над дверима на даху і з протилежного боку є вікно і вихід для диму.
Такі будинки були глинобитними — зроблені з землі й органічних матеріалів, а також з використанням глиняної цегли й дерев'яних елементів — мазанки в сучасному розумінні. Знайдено основи кам'яних вогнищ.

### Гробниці й кургани

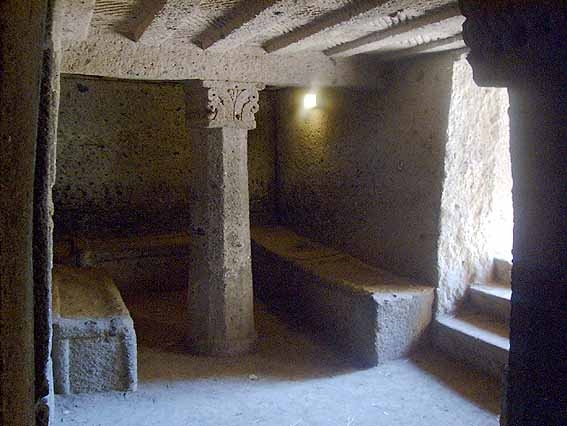
Одна з багатих гробниць в Черветері

Багаті етруски залишили складні гробниці, переважно створені у великих некрополях за межами міст. Вони були щедро заповнені похоронними предметами, особливо керамікою, яка є джерелом до розуміння етруської культури. Як правило, в туфових районах південної частини Етрурії похоронна камера вирубувалась із суцільної скелі під землею, що відносно легко зробити в цій породі. В інших регіонах їх зазвичай будували над землею і використовували для подальших родинних поховань протягом кількох поколінь. Часто такі могили, переповнені саркофагами і похоронними речами, спустошували згодом мародери або археологи.
Деякі гробниці являють собою кам'яні будівлі, розташовані рядами, швидше схожі на маленькі будиночки. Інші — круглі тумулуси з кам'яними підпірними стінками і сходами, що спускаються вниз до вирубаних у скелі камер. Некрополь Монтероцці містить 6000 гробниць, вирубаних у скелях і покритих зверху земляними насипами.

### Стіни й укріплення

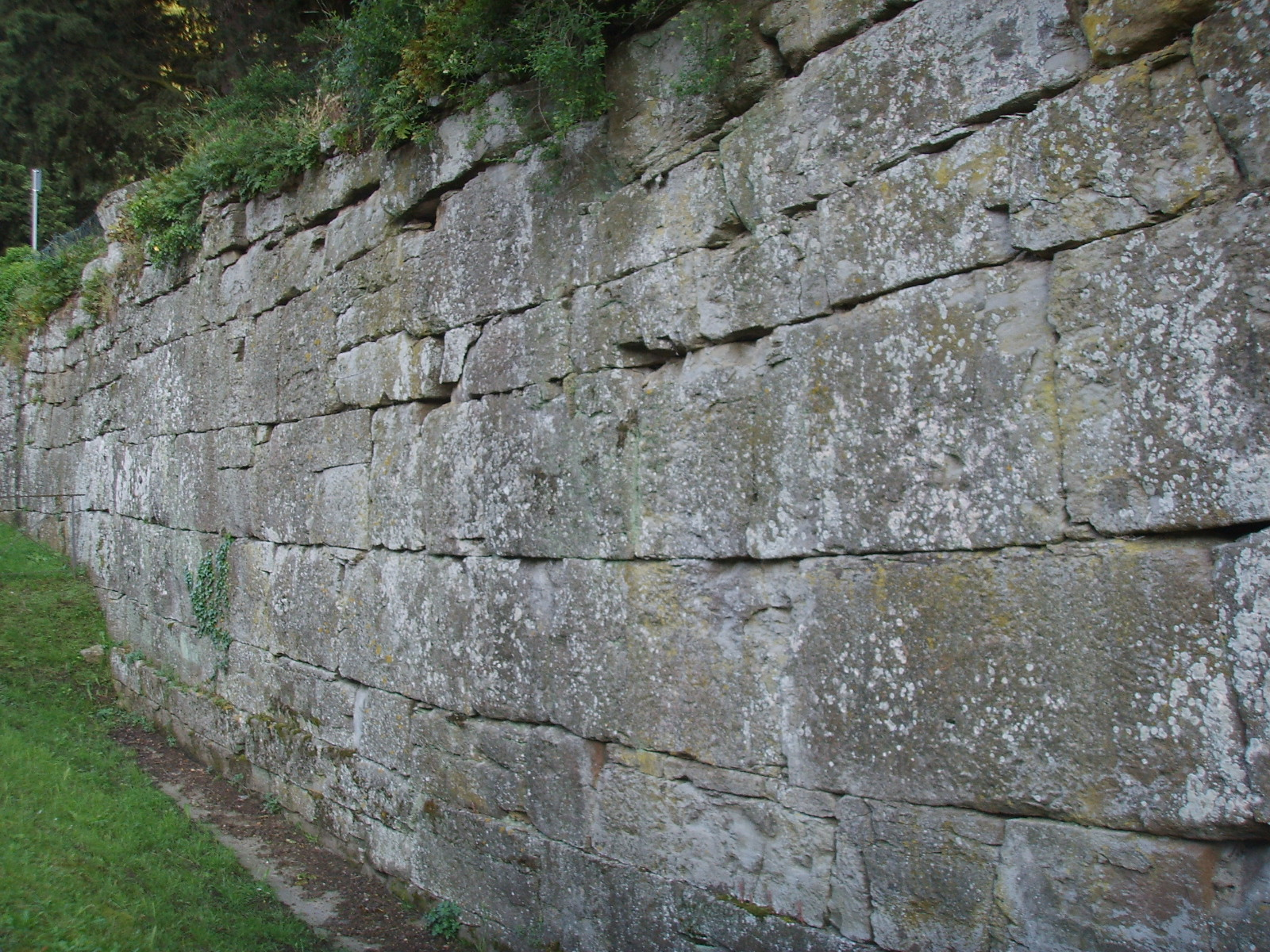
«Циклопічна» стіна в Ф'єзоле

Етруські міста, що часто розташовувалися на вершинах пагорбів, обносили стінами приблизно від VIII століття, спочатку глинобитними, а потім кам'яними. Біля стіни проходив укріплений вал, а перед ним — рів. У містах було кілька воріт, куди приводили зовнішні дороги. Найкращий зразок збережених воріт — це Porta Marzia в Перуджі II століття. До IV століття поселення Вольтерра мало дві стіни, друга з яких оточувала все місто.
Кам'яна кладка часто буває хорошої якості, іноді з використанням невеликих правильних прямокутних блоків, а іноді «циклопічна» — тут застосовувалися великі багатокутні блоки. Проміжки між блоками заповнювалися дрібними каменями.

### Дорожня мережа
Є досить етруських об'єктів, які були закинуті після завоювання, щоб дозволяють зрозуміти етруську дорожню систему. Дороги йшли не тільки між містами, але й углиб сільської місцевості для доставки звідти сільськогосподарської продукції. Попри те, що вони були не так добре спроєктовані, як римські дороги, значні зусилля будівельників були спрямовані на створення дорожнього покриття, яке на основних маршрутах могло бути шириною до 10 метрів. Вузько прорубані дороги, що часто проходять глибоко через пагорби, ймовірно, мало змінилися з часів етрусків. Можливо, під час війни вони виконували оборонну функцію.
В етрусків були як мости, так і звичайні броди через водні перешкоди. Ймовірно, багато мостів були дерев'яними, але в деяких під дерев'яним покриттям використовувався камінь.